# Каменка (Ленинское сельское поселение)
Ка́менка — деревня в Малоархангельском районе Орловской области России. Административный центр Ленинского сельского поселения.

## География
Деревня находится на расстоянии 10 км к северо-востоку от города Малоархангельск, административного центра района, и 66 км к юго-востоку от города Орёл, административного центра области.

### Часовой пояс
Деревня Каменка, как и вся Орловская область, находится в часовой зоне МСК (московское время). Смещение применяемого времени относительно UTC составляет +3:00.

## Население
| 2002 | 2010 |
| ---- | ---- |
| 238  | ↘168 |

### Национальный состав
Согласно результатам переписи 2002 года, в национальной структуре населения русские составляли 98 % из 238 чел.